# Зигмунд Адріан фон Роттембург
Зигмунд Адріан фон Роттембург (нім. Siegmund Adrian von Rottemburg; 1745—1797) — німецький ентомолог. У 1770-х роках він перебрав лепідоптерологічну колекцію Йоганна Зігфріда Гуфнагеля і опублікував кілька робіт про неї в Der Naturforscher.

## Біографія
Ротеммбург мав титул фрайгера (барона) і походив із дворянського роду Ротенбургів. Його батько був сином президента прусської палати Самуеля Готліба Графа фон Ротенбурга (1703—1770).
Був одружений з Вільгельміною Філіппіною фон Шліхтінг (1756—1790). Його син Карл Вільгельм Сигізмунд фон Роттенбург (1777—1837) був прусським генерал-лейтенантом і часом командував Мінденом і Везелем. Його рід згас разом із племінником, підполковником Едуардом Александром фон Ротенбургом (1825—1880), онуком Зиґмунда Адріана фон Ротенбурга, але рід його брата Фрідріха Ґотліба продовжувався.
Зигмунт вивчав камеральні науки у Франкфурті-на-Одері, а після смерті свого батька в 1771 році він і його брат Фрідріх Ґотліб фон Ротенбург (1757—1811), прусський штабскапітан, стали власниками маєтку Клемциг в районі Цюлліхау-Швібус, який їхній батько придбав у 1760 році, а також вони володіли маєтком Гарте біля Штернберга. Запис у списку членів Берлінського товариства друзів природи в 1777 році вказує його місцем проживання як Клемциг поблизу Цюлліхау в Ноймарку .

## Внесок
Він описав декілька видів:
- Paranthrene tabaniformis
- Hyles gallii
- Thymelicus acteon
- Lycaena alciphron
- Polyommatus semiargus
- Polyommatus icarus
- Polyommatus bellargus
- Brenthis ino
- Euphydryas aurinia
- Melitaea athalia
- Hyponephele lycaon

## Праці
- Rottemburg, SA von (1775a): Anmerkungen zu den Hufnagelischen Tabellen der Schmetterlinge. Erste Abtheilung. — Der Naturforscher, 6: 1-34.
- Rottemburg, SA von (1775b): Anmerkungen zu den Hufnagelischen Tabellen der Schmetterlinge. Zweyte Abtheilung. — Der Naturforscher, 7: 105—112.
- Rottemburg, SA von (1776a): Anmerkungen zu den Hufnagelischen Tabellen der Schmetterlinge. Der dritten Abtheilung erste Classe. — Der Naturforscher, 8: 101—111.
- Rottemburg, SA von (1776b): Anmerkungen zu den Hufnagelischen Tabellen der Schmetterlinge. Der dritten Abtheilung zwote Classe. — Der Naturforscher, 9: 111—144.
- Rottemburg, SA von (1777): Anmerkungen zu den Hufnagelischen Tabellen der Schmetterlinge. Der dritten Abtheilung dritte Classe. — Der Naturforscher, 11: 63-91.